# Hrabstwo Pike (Pensylwania)
Pike – hrabstwo w stanie Pensylwania w USA. Populacja liczy 57369 mieszkańców (stan według spisu z 2010 roku).
Powierzchnia hrabstwa to 1469 km² (w tym 52 km² stanowią wody). Gęstość zaludnienia wynosi 40,4 osoby/km².

## Miejscowości

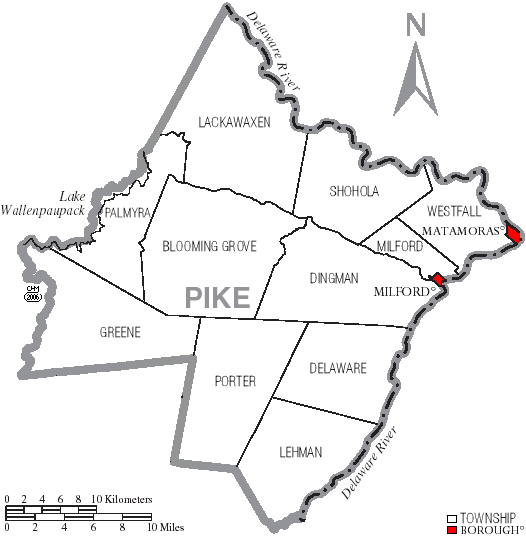
Rozmieszczenie miast i Broughs na mapie hrabstwa

### Boroughs
| - Matamoras | - Milford |